# Jiří Sekáč
Jiří Sekáč, född 10 juni 1992, är en tjeckisk professionell ishockeyspelare som spelar för Arizona Coyotes i National Hockey League (NHL). Han har tidigare spelat för Montreal Canadiens, Anaheim Ducks och Chicago Blackhawks i NHL och Lev Poprad och HC Lev Prag i Kontinental Hockey League (KHL) och på lägre nivåer för San Diego Gulls i American Hockey League (AHL), HC Sparta Prag i Extraliga, Peterborough Petes i Ontario Hockey League (OHL) och Youngstown Phantoms i United States Hockey League (USHL).
Sekáč blev aldrig draftad av något lag.
Den 24 februari 2015 skickade Montreal Canadiens iväg Sekáč till Anaheim Ducks i utbyte mot Devante Smith-Pelly.
6 juni 2016 skrev han på ett ettårskontrakt med AK Bars Kazan i KHL.

## Statistik
| 2009–2010        | Peterborough Petes  | OHL              | 8   | 0  | 0  | 0  | 0  | —  | — | — | — | —  |
|                  | Youngstown Phantoms | USHL             | 38  | 2  | 9  | 11 | 35 | —  | — | — | — | —  |
| 2010–2011        | Youngstown Phantoms | USHL             | 58  | 18 | 27 | 45 | 27 | —  | — | — | — | —  |
| 2011–2012        | Tatranski Vlci      | VHL              | 6   | 8  | 2  | 10 | 22 | —  | — | — | — | —  |
|                  | Lev Poprad          | KHL              | 36  | 2  | 8  | 10 | 4  | —  | — | — | — | —  |
| 2012–2013        | HC Lev Prag         | KHL              | 26  | 0  | 1  | 1  | 8  | 3  | 0 | 0 | 0 |    |
|                  | HC Sparta Prag      | Extraliga        | 21  | 4  | 6  | 10 | 8  | —  | — | — | — | —  |
| 2013–2014        | HC Lev Prag         | KHL              | 47  | 11 | 17 | 28 | 18 | 21 | 1 | 7 | 8 | 24 |
| 2014–2015        | Montreal Canadiens  | NHL              | 50  | 7  | 9  | 16 | 18 | —  | — | — | — | —  |
|                  | Anaheim Ducks       | NHL              | 19  | 2  | 5  | 7  | 4  | 7  | 0 | 0 | 0 | 2  |
| 2015–2016        | Anaheim Ducks       | NHL              | 22  | 1  | 2  | 3  | 4  | —  | — | — | — | —  |
|                  | San Diego Gulls     | AHL              | 1   | 1  | 0  | 1  | 0  | —  | — | — | — | —  |
|                  | Chicago Blackhawks  | NHL              | 6   | 0  | 1  | 1  | 2  | —  | — | — | — | —  |
|                  | Arizona Coyotes     | NHL              | 11  | 0  | 2  | 2  | 10 | —  | — | — | — | —  |
| NHL totalt       | NHL totalt          | NHL totalt       | 108 | 10 | 19 | 29 | 38 | 7  | 0 | 0 | 0 | 2  |
| KHL totalt       | KHL totalt          | KHL totalt       | 109 | 13 | 26 | 39 | 30 | 24 | 1 | 7 | 8 | 24 |
| Extraliga totalt | Extraliga totalt    | Extraliga totalt | 21  | 4  | 6  | 10 | 8  | —  | — | — | — | —  |
| OHL totalt       | OHL totalt          | OHL totalt       | 8   | 0  | 0  | 0  | 0  | —  | — | — | — | —  |
| USHL totalt      | USHL totalt         | USHL totalt      | 96  | 20 | 36 | 56 | 62 | —  | — | — | — | —  |